# Зінчик Станіслав Михайлович
Станісла́в Миха́йлович Зі́нчик (нар. 22 вересня 1975, с. Гайшин, Переяслав-Хмельницький район, Київська область, Українська РСР — пом. 24 травня 2014, м. Слов'янськ, Донецька область, Україна) — український військовослужбовець, солдат резерву Національної гвардії України. Учасник російсько-української війни.

## Життєпис
Станіслав Зінчик народився в селі Гайшин Переяслав-Хмельницького району Київської області. Навчався у Гайшинській школі та у школі в сусідньому селі Гланишів, яку закінчив 1992 року. З 1993 по 1995 рік проходив службу в прикордонних військах ДПСУ у місті Чорноморськ (на той час — Іллічівськ) в Одеській області. Після строкової служби вступив на філологічний факультет Переяслав-Хмельницького державного педагогічного інституту імені Г. Сковороди. Після закінчення інституту з 2001 року працював вчителем української мови та літератури у середній загальноосвітній школі № 237 Дарницького району м. Києва, а потім у гімназії № 261 Дарницького району м. Києва. Дуже любив читати, захоплювався спортом — рафтингом, легкою атлетикою, плаванням, футболом. Серйозно займався альпінізмом, у 2012 році підкорив вершину Ельбрус. Мешкав з дружиною в селі Петропавлівське Бориспільського району.
Активний учасник Революції Гідності, зокрема протистоянь 18—21 лютого 2014 року, пережив розстріл на вул. Інститутській 20 лютого. У березні 2014 року добровольцем став на захист Батьківщини від російської збройної агресії.
Солдат резерву, стрілець 1-го відділення 1-го стрілецького взводу 18-ї стрілецької роти 6-го стрілецького батальйону військової частини 3066 Північного оперативно-територіального об'єднання Національної гвардії України. Був зарахований до складу 1-го резервного батальйону НГУ. З 15 квітня брав участь в антитерористичній операції в районі захопленого терористами Слов'янська.
Загинув 24 травня 2014 року в бою з терористами. Близько 17:00 на блокпост Нацгвардії на східній околиці Слов'янська, в районі перехрестя доріг на Красний Лиман і Краматорськ, вчинено збройний напад. Бойове зіткнення тривало близько двох годин, окрім стрілецької зброї, противник використовував міномети і гранатомети. В ході бою поряд зі Станіславом вибухнула граната, він прикрив собою товаришів і зазнав осколкових поранень, що несумісні з життям.
27 травня Станіслава з почестями поховали на сільському цвинтарі рідного села Гайшин. Вдома лишилася дружина Ружана Кириленко, з якою прожили трохи більше року, та 6-місячний син Філат.

## Нагороди та вшанування
20 червня 2014 року — за особисту мужність і героїзм, виявлені у захисті державного суверенітету та територіальної цілісності України, вірність військовій присязі та незламність духу, відзначений — нагороджений орденом «За мужність» III ступеня (посмертно).
В Гайшинському НВО «Загальноосвітня школа І-ІІ ступенів — ДНЗ» встановлено меморіальну дошку на честь Станіслава Зінчика.
Нагороджено медаллю ВГО «Країна» «За визволення Слов'янська» (посмертно).